# イギリス鉄道444形電車
イギリス鉄道444形電車（British Rail Class 444）は、2002年から2004年にかけて製造されたイギリスの直流型電車である。シーメンスが設計した標準規格車両「デジロ」の英国向け車両の一形式であり、サウス・ウェスト・トレインズがイングランド南西部で運用する長距離輸送向けの第三軌条方式の電車として5両編成45本が製造された。
2017年には営業権移行に伴い全車がサウス・ウェスタン・レールウェイに継承され、引き続きイングランド南西方面の長距離列車で運用されている。

## 概要
イングランド南西部方面では老朽化した旧型のスラムドア電車が運用されており、これら旧型車の置き換えのため、2001年にシーメンスへ新造車両を発注した。444形は出場後の試運転を経て英国へ輸送され、2004年4月21日より運用を開始した。
車体は片開き2扉で前面貫通型、1両あたりの全長は23mであり、近郊用で全長20mの450形より長い。編成は5両編成で両先頭車が電動車、中間3両が付随車となる。中間車のうち1両はビュッフェ車となっている。
電気方式は直流750Vの第三軌条方式だが、交流25kVによる架空電車線方式への対応準備工事がなされており、中間車1両にパンタグラフを搭載するスペースが確保されている。

## 運用
ロンドンとイギリス南西部の主要都市間の長距離列車に充当されており、ロンドンのウォータールー駅を発着しポーツマス、サウサンプトン、ボーンマス、ウェイマス方面を結ぶ運用に入っている。